# Wyskrywa
Wyskrywa (ukrainisch Вискрива; russisch Выскрива/Wyskriwa) ist ein Dorf im Westen der ukrainischen Oblast Luhansk mit etwa 10 Einwohnern.
Das als Kolchose nach 1918 gegründete Dorf liegt südlich der ukrainischen Nationalstraße N 32 an der Grenze zur Oblast Donezk, etwa 8 Kilometer südwestlich der ehemaligen Rajonshauptstadt Popasna und 74 westlich der Oblasthauptstadt Luhansk gelegen.
Am 12. Juni 2020 wurde das Dorf ein Teil der neugegründeten Stadtgemeinde Popasna, bis dahin war es Teil der Siedlungsratsgemeinde Komyschuwacha (Комишуваська селищна рада/Komyschuwaska selyschtschna rada) im Westen des Rajons Popasna.
Seit dem 17. Juli 2020 ist sie ein Teil des Rajons Sjewjerodonezk.